# 오스트레일리아 총독

오스트레일리아의 총독기

오스트레일리아의 총독 전용 배지

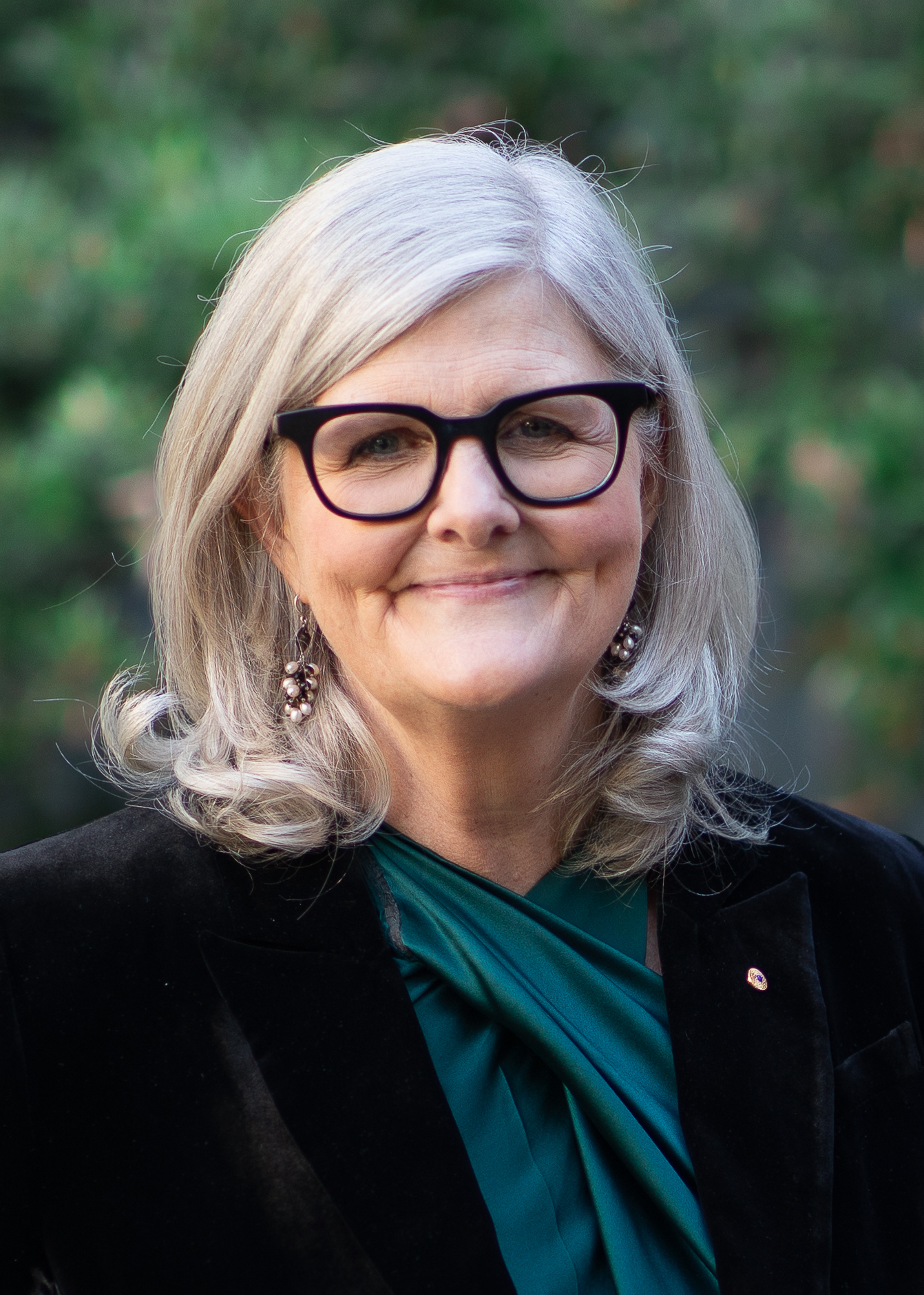
28대 오스트레일리아의 총독 사만사 모스틴 (2024년 7월 1일 ~)

오스트레일리아의 총독(Governor-General of Australia)은 오스트레일리아의 국가 원수인 영국의 국왕(Monarchy of United Kingdom)을 대리하는 직위이다.

## 같이 보기
- 오스트레일리아의 역사
- 대영 제국
- 총독